# Mtskheta
Mtskheta (georgisk: მცხეთა) er en af de ældste byer i Georgien, og ligger omtrent 20 kilometer nordligt for Tbilisi, hvor floderne Aragvi og Mtkvari løber sammen. Byen havde i 2014 et indbyggertal på 7.940 og er hovedbyen i Mtskheta-Mtianeti regionen. På grund af sin historiske betydning og store antal af antikke monumenter blev Mtskheta optaget på UNESCO's Verdensarvsliste i 1994.
Rester af byer på dette sted er blevet dateret til tidligere end år 1.000 f.Kr., og Mtskheta var hovedstad i det tidlige georgiske Kongedømmet Iberien i perioden 3. århundrede f.Kr. til 5. århundrede e.Kr. Det var sted for tidlig kristen aktivitet, og stedet hvor kristendom blev udråbt til statsreligion i Georgien i år 317. Mtskheta huser stadig hovedkvarteret for den Georgiske ortodokse og apostoliske kirke.
Svetitskhoveli Katedralen fra det 11. århundrede og Jvari Klosteret fra det sjette århundrede i Mtskheta er blandt de mest betydningsfulde monumenter i georgisk kristen arkitektur, og er historisk betydningsfulde i udviklingen af middelalderlig arkitektur i Kaukasus. Af speciel betydning er tidlige inskriptioner, som er værdifulde kilder i studiet af det tidlige georgiske alfabets oprindelse.